# Ed McMahon

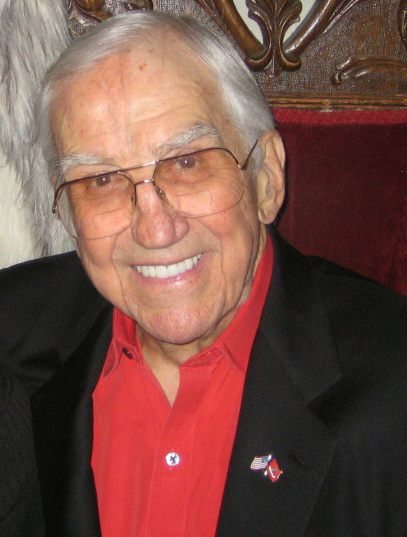
Ed McMahon (2005)

Edward Leo Peter McMahon, Jr. (* 6. März 1923 in Detroit, Michigan; † 23. Juni 2009 in Los Angeles, Kalifornien) war ein US-amerikanischer Showmaster und Schauspieler. Landesweite Bekanntheit in den USA erlangte er als Ansager in Johnny Carsons Tonight Show von 1962 bis 1992.

## Leben
McMahon wuchs in Lowell, Massachusetts auf. Er besuchte das Boston College und schloss sein Studium an der Catholic University of America 1949 mit dem Bachelor of Arts ab, nachdem er es zuvor zugunsten des Wehrdienstes im Zweiten Weltkrieg unterbrochen hatte. Er diente danach erneut beim United States Marine Corps als Pilot und wurde 1952 im Koreakrieg eingesetzt. Danach war er Offizier der Reserve und schied 1966 im Rang eines Obersts aus dem Dienst. 
McMahon hatte mit Johnny Carson bereits ab 1957 in der Spielshow Who Do You Trust? zusammengearbeitet. Als Carson 1962 die Tonight Show begann, wurde McMahon dessen Ansager. Daneben war er zwischen 1983 und 1995 Showmaster der Fernsehshow Star Search und trat in Werbespots auf, unter anderem für Budweiser. Er wirkte als Schauspieler in Spielfilmen und Fernsehserien mit, häufiger allerdings in Cameo-Auftritten. 2002 verklagte McMahon seine Versicherung auf über 20 Millionen US-Dollar, da er und seine Familie durch Schimmelbefall nach fehlerhaften Reparaturarbeiten an einem Wasserrohrbruch in seiner Villa in Beverly Hills erkrankt seien. Im Jahr darauf erhielt er eine Zahlung von 7 Millionen US-Dollar. 
McMahon war zum Zeitpunkt seines Todes in dritter Ehe verheiratet. Aus den beiden geschiedenen Ehen gingen insgesamt fünf Kinder hervor.

## Filmografie (Auswahl)

### Als Schauspieler
- 1967: Incident … und sie kannten kein Erbarmen (The Incident)
- 1973: Der Sohn des Mandingo (Slaughter's Big Rip-Off)
- 1977: Das Geld liegt auf der Straße (Fun with Dick and Jane)
- 1977: Drei Fremdenlegionäre (The Last Remake of Beau Geste)
- 1981: Ein Werwolf beißt sich durch (Full Moon High)
- 1982: Butterfly – Der blonde Schmetterling (Butterfly)
- 1994: Hallo Schwester! (Nurses)
- 1996: Die Rache des Kartells (For Which He Stands)
- 1999: Baywatch – Die Rettungsschwimmer von Malibu (Baywatch)
- 2004: Higglystadt Helden (Higglytown Heroes)

### Cameo-Auftritte
- 1979: CHiPs
- 1980: Hee Haw
- 1988: ALF
- 1989: Die Bill Cosby Show (The Cosby Show)
- 1991: Wer ist hier der Boss? (Who’s the Boss?)
- 1998: Die Simpsons (The Simpsons)
- 1998: Jerry Seinfeld: I’m Telling You for the Last Time
- 1999: Sabrina – Total Verhext! (Sabrina, the Teenage Witch)
- 2003: Family Guy
- 2004: Las Vegas
- 2005: Verliebt in eine Hexe (Bewitched)
- 2005: Scrubs – Die Anfänger (Scrubs)